# 老幼乐包子
老幼乐包子简称老幼乐是河北邯郸的面食小吃，创始人不详。老幼乐包子与津津乐菊花包、鸿来顺津味包、张小生包子、合记包子同为邯郸地区较为出名的包子类面食小吃。
老幼乐包子历史悠久，在邯郸落户以来逐步实现本土化。由于老幼乐包子独到的“和馅”，平时顾客购买时还要排队的。老幼乐包子大小一致，色白面柔，底帮厚薄一致，咬起来一直流油，而且又不感肥腻，味道鲜美。
现在的老幼乐包子铺位于邯郸市第二中学东面。